# Lucio Giulio Urso Serviano
Lucio Giulio Urso Serviano (lingua latina: Lucius Iulius Ursus Servianus; Hispania, 45 – 136) è stato un politico romano di età imperiale, nato in Spagna, imparentato con la dinastia degli Antonini.
Secondo un'iscrizione trovata il suo nome completo è Gaio Giulio Servilio Urso Serviano; Il suo nome più diffuso è citato nella Historia Augusta.

## Biografia

### Origini famigliari
Lucio Giulio Urso Serviano era, sul finire del primo secolo d.c., uno dei più illustri personaggi dell'Impero Romano. Figlio adottivo di Lucio Giulio Urso (personaggio molto noto sulla scena politica nel tempo di Domiziano e che pare prese parte alla congiura che portò sul trono l'imperatore Nerva), era originario dalla provincia Betica (Spagna), probabilmente dell’antica città di Urso (attuale Osuna) o della vicina Italica da cui provenivano anche i due futuri imperatori Traiano e Adriano. Ipotesi accreditata in virtù dei rapporti di stretta parentela che Urso Serviano vantava con Traiano e il nipote Adriano allacciati attraverso il matrimonio contratto con la sorella maggiore di Adriano Elia Domizia Paolina ambedue figli del cugino di Traiano Publio Elio Adriano Afro.

### Cursus honorum
Urso Serviano apparteneva a quella generazione di funzionari e soprattutto di generali più giovani che portarono alla porpora Traiano. Generazione di giovani rampanti quali Lucio Licinio Sura, Glizio Agricola e molti altri che, insieme a Traiano, ascesero al potere raccogliendo i frutti di quell'azione cruenta che, prima del loro avvento, portò al complotto e all'uccisione di Domiziano, avvenuta per mano di una ristretta cerchia di politici del massimo livello vicini all'Imperatore, tra i quali spiccava il nome del console Lucio Giulio Urso, già prefetto dell'Annona, del Pretorio e d'Egitto, nonché padre adottivo di Serviano.
Fu così che, sulla spinta di tali eventi e grazie alle esperienze maturate negli incarichi militari nelle provincie, Urso Serviano ebbe importanti incarichi pubblici già sotto l'imperatore Nerva continuando ad accrescere il suo spessore politico e influenza con Traiano e Adriano. Sovrani accomunati alla convinzione dell'epoca che considerava essenziale, tra i requisiti necessari per poter aspirare a ruoli di vertice, quello di possedere un'estrazione militare e di aver avuto esperienze di comando di armate provinciali.
Inoltre prima dell'ascesa al trono di Traiano nel 98, Urso Serviano consolidò il suo prestigio convolando a nozze con la sorella maggiore di Adriano, Elia Domizia Paolina, di trent'anni più giovane di lui con la quale, durante il regno di Traiano (98-117), ebbe una figlia, Giulia Serviana Paolina.
Urso Serviano, in considerazione dell'alto rango rivestito e dell'amicizia che da sempre lo legava a Traiano, coltivava fondate speranze per la successione al trono di imperatore quale successore di Traiano anche se, questi, pareva favorire il nipote Adriano.  Quando Nerva morì, il 27 gennaio 98,  Adriano si mise in viaggio per la Germania allo scopo di portare a Traiano, lì dislocato con le sue legioni, la notizia della sua adozione fatta dall'Imperatore Nerva prima della morte. Urso Serviano, in corsa anch'esso per una possibile successione, cercò di precedere Adriano quale messaggero della buona novella senza però riuscire a coronare con successo il suo tentativo che, nelle sue aspettative, poteva costituire la base di partenza su cui consolidare nel tempo il già forte legame esistente con Traiano al fine di indurlo a considerare, egli stesso, il possibile successore.
Tutto ciò non si realizzò in quanto, alla fine, Traiano optò per il nipote Adriano il quale l'11 Agosto del 117, ascese al trono di imperatore. Tuttavia va detto che, cessata la fase di contrapposizione, i rapporti che Urso Serviano ebbe con Adriano, prima e dopo la sua incoronazione, rimasero eccellenti fino al punto da meritarsi la massima stima e considerazione che si concretizzò, nel 134, con un terzo consolato (carica che, dopo di lui, non fu mai più concessa per la terza volta a membri non appartenenti alla famiglia imperiale) ottenuto da Adriano in aggiunta a quelli già precedentemente concessi da Domiziano (90) come suffetto e da Traiano (102) grazie alla grandissima influenza che ebbe, anche su di esso (e di cui pare ne abbia usato nobilmente) , durante il suo illuminato regno.  Fu così che, nell'arco di tutta la sua lunga carriera da senatore, Urso mantenne uno stretto legame con gli imperatori Traiano ad Adriano risultando in tal modo una figura preminente in quel periodo nel quale riuscì a divenire una voce particolarmente influente e ascoltata dai due dei più prestigiosi imperatori dell'Impero Romano.
A dimostrazione di ciò basti pensare quanto fosse ricercato il suo punto di vista e le sue opinioni su problematiche di assoluta importanza per la gestione politica dell’impero come quelle costituite dal rapporto tra stato e religione affrontato da Adriano in uno dei suoi viaggi in Egitto da dove, rendendolo partecipe di ciò che aveva riscontrato, scrisse al console Urso Serviano una lettera attraverso la quale esponeva le proprie riflessioni riguardo al culto di Serapide, adorato a suo dire dai cristiani, dagli ebrei e da tutti gli altri popoli.
( Flavio Vopisco, Storia Augusta, VIII - Vita di Saturnino.)
Negli anni 96-98 fu nominato governatore della Germania superiore; in seguito divenne, sempre per volere di Traiano, governatore della Pannonia, ricevendo un importante incarico militare nella campagna per la conquista della Dacia del 101-102.
Amico di Plinio il Giovane, ottenne per sua intercessione presso Traiano l'applicazione per sé dei privilegi riconosciuti ai padri di tre figli, lo ius trium liberorum. Plinio inviò a Serviano e a Paolina una lettera di felicitazioni per il matrimonio della figlia Giulia con il consolare di origine spagnola Gneo Pedanio Fusco Salinatore, avvenuto prima della morte di Traiano. Dopo la morte di Traiano, salì al trono Adriano, che onorò il cognato, ad esempio con il conferimento del terzo consolato. Nel 130 Paolina morì, e Adriano e Serviano tennero una cerimonia funebre privata; Adriano venne criticato per non aver concesso onori pubblici alla sorella.
Adriano prese in considerazione Serviano come possibile successore, ma, pur ritenendolo capace di governare, credeva che fosse troppo anziano per divenire imperatore. Venne scelto dunque come erede il nipote di Serviano, il giovane Gneo Pedanio Fusco Salinatore, figlio di Giulia, che ricevette un rango speciale all'interno della corte imperiale. Serviano cullava l'idea che il nipote divenisse un giorno imperatore, ed è comprensibile quindi che fosse alquanto contrariato quando, nel 136, Adriano cambiò idea e decise di adottare Lucio Elio Cesare come suo figlio ed erede. La rabbia di Serviano e di Salinatore fu tale che intesero impugnare l'adozione: Adriano, per evitare contrasti, ordinò la morte di Serviano e del proprio pronipote. Secondo Cassio Dione Cocceiano, Serviano si suicidò esclamando: «la mia unica preghiera è che Adriano soffra a lungo, pregando la morte, ma incapace di morire».